# Raionul Melitopol, Zaporijjea
Melitopol (în ucraineană Мелітопольський район, transliterat: Melitopolskîi raion) este un raion în regiunea Zaporijjea, Ucraina. Are reședința la Melitopol.
Are o suprafață de 7.081,04 km². Populația este de 276.638 locuitori, determinată în 1 ianuarie 2022, prin bilanț demografic[*].